# Francesca Zunino
Francesca Zunino (Savona, 13 febbraio 2000) è una nuotatrice artistica italiana, vincitrice di una medaglia d'argento ai campionati europei  2018 e una di bronzo ai campionati mondiali di nuoto 2022.

## Palmarès
- Mondiali

Budapest 2022: argento nell'highlight, bronzo nel libero combinato.
Fukuoka 2023: argento nella gara a squadre (programma tecnico).
- Europei

Glasgow 2018: argento nel libero combinato
Roma 2022: argento nel libero combinato, nell'highlight, nella gara a squadre (programma libero).
- Giochi europei

Cracovia 2023: argento nella gara a squadre (programma tecnico) e nella gara a squadra (programma libero), bronzo nella routine acrobatica